# 羅克蘭 (加利福尼亞州)
羅克艾蘭（英語：Rockland）是位於美國加利福尼亞州德爾諾特縣的一個非建制地區。該地的面積和人口皆未知。

## 地理
羅克艾蘭的座標為41°58′51″N 123°57′42″W / 41.98083°N 123.96167°W，而該地的平均海拔高度為278米（即912英尺）。